# Novos Titãs
Teen Titans, tambem conhecidos New Teen Titans e The Titans é uma equipe de jovens heróis da editora americana DC Comics. São mais conhecidos no Brasil como Os Novos Titãs, estrearam no Brasil como nome de Turma Titã na extinta EBAL, e atualmente, durante  Renascimento como Jovens Titãs, nome, usado nas séries de animação Teen Titans (1967-1968), segmento de  The Superman/Aquaman Hour of Adventure da Filmation, Teen Titans e Teen Titans Go!.
Ao longo das décadas, a DC cancelou e relançou Teen Titans muitas vezes, e uma variedade de personagens foram heróis caracterizados em suas páginas. As adições precoce significativas para o quarteto inicial de Titãs foram o sidekick do Arqueiro Verde, Ricardito (Roy Harper), Aquagirl, Abelha, Rapina e Columba e três heróis que não usavam uniformes: Mal Duncan, Lilith e Gnarrk. A série tornou-se um verdadeiro sucesso pela primeira vez no entanto, durante o revival dos anos 1980 como The New Teen Titans pelo escritor Marv Wolfman e o desenhista George Pérez. Esta série retratou os titãs originais agora como adultos jovens e introduziu novos personagens Cyborg, Estelar e Ravena, bem como o ex-membro da Patrulha do Destino Mutano (então conhecido como Changeling). Um ponto alto para a série, criticamente e comercialmente, foi o famoso enredo do The Judas Contract, no qual a equipe é traída pela integrante Terra, que se aliou ao vilão Exterminador.
As histórias da década de 2000 introduziram uma equipe radicalmente diferente de Teen Titans, composta por novos companheiros DC Comics, como o novo Robin (Tim Drake), Moça-Maravilha (Cassandra Sandsmark) e Kid Flash (Bart Allen), bem como o Superboy (Kon-El), alguns dos quais anteriormente apresentaram o título similar Young Justice. As adições seguintes incluíram Miss Marte, Devastadora (Rose Wilson), Supergirl (Kara Zor-El) e Besouro Azul (Jaime Reyes). Ao mesmo tempo, DC também publicou Titans, que apresentou alguns dos membros originais e da década de 1980 agora como adultos, liderados por Dick Grayson como sua identidade de Asa Noturna. Mais tarde, uma nova série após a reboot do Novos 52 em 2011 introduziu novos personagens na lista fundadora, incluindo Solstice, Bunker (Miguel Jose Barragan) e Skitter (Celine Patterson), embora este novo volume tenha resultado comercial e crítico decepcionante para DC. Em 2016, a DC usou os argumentos Titans Hunt e DC Rebirth para restabelecer os membros fundadores e a história do grupo, reunindo esses heróis clássicos como Titans, ao mesmo tempo em que apresentava uma nova geração de Teen Titans liderada pelo novo Robin (Damian Wayne) novo Aqualad (Jackson Hyde) e Kid Flash (Wally West II).

## Turma Titã (1964)
A Turma Titã se reuniu pela primeira vez na revista team-up The Brave and the Bold. O grupo era composto apenas por heróis mirins: Robin (sidekick de Batman), Kid Flash (sidekick do Flash) e Aqualad (sidekick do Aquaman).
Com o tempo, uniu-se à equipe a Moça-Maravilha, parceira da Mulher-Maravilha, e Ricardito, parceiro do Arqueiro Verde.
O grupo combateu o crime inúmeras vezes juntos, e, com o tempo, receberam novos membros, todos adolescentes.

### Formação original
A origem dos Novos Titãs deve-se aos eventos ocorridos em The Brave and the Bold #54 (Julho de 1964), onde Robin, Kid Flash e Aqualad uniram-se pela primeira vez para derrotar o vilão Senhor Ciclone. Dessa união de forças o trio termina decidindo formar uma equipe.
Em The Brave and the Bold #60, o grupo estreia oficialmente com o time sendo oficialmente chamado de Os Novos Titãs e apresentando um novo membro: Moça Maravilha. A personagem Donna Troy foi explicitamente criada para a equipe, como a Mulher Maravilha não tinha parceira mirim àquele tempo, embora o nome Moça Maravilha fosse usado regularmente para uma série de flashbacks da infância da Mulher Maravilha. Leitores nunca viram Donna Troy entrar para a equipe, embora na história "Who is Wonder Girl?", Marv Wolfman revela que Donna ingressou para a equipe logo após a derrota de Sr. Ciclone para a equipe
Depois de uma última aparição em Showcase #59, os Novos Titãs receberam sua própria série, com Teen Titans #1, em Fevereiro de 1966.
A série originalmente mostra os Titãs ajudando jovens, respondendo a chamados pelo mundo todo. Em seu primeiro arco de histórias eles salvam uma cidade de um grupo de bandidos que estava se passando por uma banda de surfistas rockeiros enquanto cometiam seus crimes e investigam um problema internacional com jovens durante os Jogos Olímpicos do Japão. O parceiro mirim do Arqueiro Verde, Ricardito também logo ingressou à equipe em Teen Titans #4 (e foi posteriormente dado o status de membro fundador junto a Robin, Moça Maravilha, Aqualad e Kid Flash}. Membros adicionais foram criados para a equipe, notadamente Lilith Clay
 e Mal Duncan. Outros heróis já existentes como Rapina e Columba uma dupla de adolescentes irmãos com superpoderes que tiveram uma participação como aliados e procuravam afiliação (mas foram rejeitados por serem muito jovens). Membros honorários incluem Aquagirl e Gnaark.
Durante esse período, o quarteto estabeleceu um quartel-general chamado de Covil dos Titãs e auxiliou outros adolescentes que necessitavam de ajuda. A equipe enfrentou diversas ameaças, incluindo o Mad Mod e o Gárgula.
Logo depois, devido às suas responsabilidades em Atlantis, Aqualad foi forçado a deixar a equipe. Ricardito passou a atuar na equipe como membro integral.
Após uma série de aventuras bem-sucedidas, os jovens são envolvidos em um episódio que iria alterar a trajetória da equipe. Durante uma manifestação pacífica, aconteceu um grande tumulto, e os Titãs, em suas identidades civis, tentaram acabar com a violência. Ao invés disso, eles acidentalmente causaram a morte do conferencista, Doutor Arthur Swenson. Chocados, os Titãs, acompanhados de Rapina e Columba, abandonaram suas identidades secretas por um tempo. Isso apressou os planos do empresário Loren Júpiter que colocou Kid Flash, Ricardito, Moça-Maravilha, Rapina e Columba em seu programa de treinamento para jovens, para utilizarem todo seu potencial. Também se uniram ao programa a misteriosa Lilith e Mal Duncan.
Robin finalmente resolveu o caso Swenson e os Titãs, inocentados, voltaram a usar suas identidades secretas. Rapina e Columba deixaram a equipe. Agora, reunidos por Robin, a Turma Titã prossegue em suas aventuras. A equipe depois se desfez logo após ajudar um senhor idoso a livrar seu estado de uma raça de criaturas demoníacas.

## Titãs nos Anos 70
A segunda versão da Turma Titã surgiu depois que alguns jovens heróis derrotaram o Doutor Luz, que os havia convocado para o Covil dos Titãs com a intenção de vingar-se da Liga da Justiça, atacando seus jovens companheiros. Todos os membros da Turma Titã original retornaram, acompanhados de novos integrantes como a Abelha e o Arauto (Mal Duncan). Muitos heróis adolescentes cruzaram o caminho da Turma Titã, inclusive a Turma Titã da Costa Oeste, formado por Lilith. Depois de um tempo, os Titãs deram conta de que eles tinham sua próprias vidas para cuidar e o grupo se desfez novamente.

### Titãs da Costa Oeste
Os Titãs da Costa Oeste foram oficialmente recrutados por Lilith durante a segunda versão da Turma Titã original. Um misterioso adversário conhecido como Senhor Esper, usou seu capacete mental para drenar os poderes mentais de Lilith, causando desastres nas costas leste e oeste dos Estados Unidos. Depois utilizou os poderes dela para criar sua segunda identidade, o Capitão Calamidade. Lilith percebeu que ela era a causa de todas essas “calamidades” e fundou os Titãs da Costa Oeste após deter os planos do Senhor Esper de separar Long Island dos Estados Unidos para formar sua própria nação.
Os Titãs da Costa Oeste eram formados por Rapina, Columba, Lilith, Águia Dourada, Labareda e Rapaz-Fera. O grupo não possuía um quartel general, nem uma estrutura oficial. Após serem repudiados por Robin, Rapina decidiu que ele mesmo deveria liderar os Titãs da Costa Oeste. O grupo acabou pouco tempo depois devido à inabilidade de Rapina.

## Novos Titãs (1980)
DC Comics Presents #26 introduziu um time de novos Titãs, ancorado pelos membros fundadores Robin, Moça-Maravilha e Kid Flash, logo seguido pelo The New Teen Titans #1 (Novembro de 1980).
Este reintroduziu o Rapaz-fera da Patrulha do Destino como Mutano e introduziu o homem-máquina Cyborg, a princesa guerreira Estelar e a empata Ravena. Ravena, uma expert em manipular, forma o grupo para enfrentar seu pai demoníaco Trigon e o time permaneceu unido posteriormente como um grupo de heróis jovens.
As motivações dos vilões são frequentemente complexas, seguindo tendências que estavam começando a predominar aquele tempo introduzindo grande profundidade aos quadrinhos, particularmente no caso do Exterminador, um mercenário que recebeu um contrato para matar os Titãs, em ordem para completar um trabalho que seu filho foi incapaz de terminar. Este introduz para a mais complexa aventura dos Titãs na qual uma psicopata chamada Terra com poder destrutivo de manipular terra e todos os materiais relacionados a ela se infiltra nos Titãs para destruí-los.
Esta história também mostra Dick Grayson, o Robin original, adotando a identidade de Asa Noturna, Wally West abandonando sua identidade de Kid Flash e saindo dos Novos Titãs, o que eventualmente culminaria em sua mudança para Flash, e a introdução de um novo membro Jericó, o filho do Exterminador. Novos Titãs também regularmente apresentava o Monitor como personagem de fundo.

### Uma segunda série:New Teen Titans(Novos Titãs) (vol.2)
A série New Teen Titans experimentou algumas confusões em títulos e numerações em 1984 quando o título foi relançado com um novo #1 como parte de uma nova iniciativa da DC informalmente referida como "hardcover/softcover" (capa dura/capa mole). The New Teen Titans, juntamente com Legion of Super-Heroes e Batman and the Outsiders, foram os primeiros e únicos títulos incluídos no programa, onde as mesmas histórias eram publicadas duas vezes, primeiramente em uma edição mais cara com impressão e papel de alta qualidade distribuída exclusivamente para lojas especializadas em quadrinhos, então republicadas um ano depois no formato original de baixo custo e distribuídos em bancas. O New Teen Titans foi renomeado Tales of the Teen Titans, enquanto uma nova série simultaneamente publicada como The New Teen Titans (vol.2) lançada com um novo #1. Depois de ambos os títulos apresentarem novas histórias por um ano, a revista original começou a reimprimir as histórias do último para as bancas, continuando até a ideia de "hardcover/softcover" ser abandonado depois de Tales of the Teen Titans #91.
A edição #1 de New Teen Titans (vol. 2) criou controvérsia quando Dick Grayson e Estelar foram desenhados na cama juntos, embora já estivesse estabelecido por algum tempo que eles formavam um casal monogâmico. Na edição #50 o título foi encurtado para The New Titans, uma vez que os personagens não eram mais "teen".
A edição #50 contou uma nova origem para a Moça Maravilha, sua ligação com a Mulher Maravilha tendo sido grandemente modificada por retcon em Crise nas Infinitas Terras.
A série introduziu um número de novos personagens e impôs mudanças radicais a antigos personagens durante os sete anos seguintes. Membros durante este tempo incluem Pantha, Fantasma, Estrela Vermelha, Impulso, Lanterna Verde Kyle Rayner, Detonador, Supergirl e Rose Wilson. Como resultado, o grupo que apareceu na edição final, #130 (Fevereiro de 1996), apresentava pouca semelhança com a formação do início dos anos 80.

## Tropa Titã (1992)
Team Titans (Tropa Titã) é outra série derivada dos Titãs. A série foi publicada de 1991 a 1994 em 24 edições e 2 anuais. Vários pequenos grupos de Tropa Titãs do futuro, funcionam como uma célula terrorista na luta contra o ditador mundial, Lord Chaos, o filho de Donna Troy e Terry Long. Enviados dez anos no passado, sua missão é matar Donna Troy e prevenir seu nascimento. Killowat, Asa Vermelha, Dagon, Prestor Jon e Batalhão foram todos apagados da existência durante a história de 1994, Zero Hora, e a série foi cancelada. Miragem e Terra e Asa Mortal sobrevivem; está estabelecido que eles são da linha temporal atual. Miragem e Terra entram para a equipe principal e Asa Mortal é dominado por um espectro maligno de Ravena e vira-se contra os Titãs.

## Novos Titãs II (1996)
Uma nova série Teen Titans (Novos Titãs) escrita e desenhada por Dan Jurgens começou depois de um ano com um novo #1 (Outubro de 1996), com o co-criador de New Teen Titans George Pérez como colorista. Eléktron. que tornou-se jovem após os eventos de Zero Hora, liderou o novo time, com Arsenal tornando-se mentor no meio do caminho até a edição #24, que terminou em Setembro de 1998.
A série de Jurgens tornou-se impopular com os leitores devido ao uso de novos personagens que não tinham ligação com encarnações anteriores da equipe. Os novos personagens foram criados devido a uma decisão editorial prevenindo o uso de Donna Troy, Asa Noturna e Ravena na revista.
Numa tentativa de aumentar as vendas, um concurso foi feito na seção de cartas para determinar quem iria entrar no time. Robin (Tim Drake) ganhou a votação, mas editores dos títulos do Batman, vetaram as aparições de Robin na Turma Titã, forçando Jurgens a usar Capitão Marvel Jr.. A inclusão de Capitão Marvel Jr. falhou em aumentar as vendas do título que terminou cancelado.

## Os Titãs (1999)
O time foi revivido em uma série limitada de 3 edições, JLA/Titans:The Techins Imperative(Titãs/LJA), apresentando praticamente todos os personagens que já foram Titãs e mostrando o retorno de Cyborg. Esta série limitada culminou em The Titans (Os Titãs) escrita por Devin Grayson, começando em Titans Secret Files #1 (Março de 1999).
Esta encarnação da equipe consistiu de um mix da formação original, incluindo Asa Noturna, Troia, Arsenal, Tempest e Flash (Wally West) da equipe original; Estelar, Cyborg e Mutano de New Teen Titans (Novos Titãs); Detonador de The New Titans (série de 1988); e Argenta de Teen Titans (série de 1996). Havia também um novo membro, Jesse Quick. Esta versão da equipe durou até a edição #50 (2002)
A divisão da Costa Oeste do time, Titãs L.A., apareceu uma vez, nas páginas de Titans Secret Files #2.
Entre o fim de Teen Titans e o começo de The Titans, uma nova geração de jovens heróis: Superboy, Robin, Impulso, Moça-Maravilha, Segredo e Flechete; formaram sua própria equipe em Justiça Jovem, uma série similar a Teen Titans (Turma Titã) original.
Ambas as séries terminaram na série limitada em três edições Titans/Young Justice:Graduation Day (Titãs/Justiça Jovem:Dia de Formatura), que introduziu uma nova Teen Titans (Novos Titãs) e Outsiders (Renegados) séries periódicas.

### Titãs L.A.
Quando a equipe dos Titãs foi recentemente reformada, Gar Logan (Rapaz-Fera / Mutano) decide abrir mão de sua vaga na equipe e reaver sua carreira de ator. Sua vida na distante Hollywood foi bem mais difícil do que ele esperava. Os trabalhos não surgiam tão facilmente como era esperado, e ainda acabou fazendo alguns inimigos. Gar acabou sendo acusado de assassinato por Gemini, a filha da Madame Rouge mas acabou sendo inocentado com a ajuda do Asa Noturna e de Labareda.
Recentemente, o irritante primo de Gar, Matt tomou a iniciativa de dar uma festa para os novos Titãs da Costa Oeste. Apesar da festa ter sido estragada por Duela Dent, alguns membros em potencial, permaneceram. Gar finalmente concordou em reorganizar a equipe e os Titãs da Costa Oeste foram rebatizados como Titãs L.A. com os seguintes membros: Mutano, Labareda, Arauto, Abelha, Terra, Hero Cruz, Capitão Marvel Jr. e Bushido. Mas o grupo teve vida curta. Logan achava que nenhum deles realmente se dedicaria à equipe. Mutano e Labareda ainda tentaram recrutar os órfãos do DOE para uma nova versão dos Titãs da Costa Oeste mas eles não aceitaram e, então, os Titãs de Los Angeles se separaram antes mesmo de iniciarem a equipe.

### Dia de Formatura
Uma androide desconhecida cai na Terra. Enquanto isso, em São Francisco, os Titãs e a Justiça Jovem recebem uma oferta de serem financiados por uma empresa poderosa. No Arizona, a misteriosa androide ataca três dos Homens Metálicos. Após o ataque, a androide demonstra que não pode fazer a conexão que gostaria com eles e some, reaparecendo apenas em São Francisco, num ataque repentino ao Cyborg. Sem ninguém saber o que estava acontecendo, alguns membros dos Titãs e da Justiça Jovem atacam a androide, que, no fim da batalha, desaparece. Ambas equipes ficaram com metade de seus integrantes seriamente feridos.
A androide acaba se teleportando para os Laboratórios S.T.A.R., no Vale do Silício, Califórnia. Lá ela acaba ativando um androide/cópia do Superman. No hospital, onde os heróis estavam sendo tratados, Cyborg conta que, no momento da conexão entre os dois, percebeu que tudo o que a androide queria era entrar em contato com formas similares a dela. Logo, parte dos Titãs e da Justiça Jovem partem para a Califórnia, ao saberem que o Superman estava dando conta da androide.
Ao chegarem, dão de cara com o Superman em transe e, sem saber, Lilith, que tentava entender o que estava acontecendo, acaba morrendo enforcada num ataque fulminante do androide. Então, uma nova pancadaria recomeça, e novamente as equipes estão em desvantagem. Na verdade, cópias androides do Homem-de-Aço foram desenvolvidos por mando dele, com poderes idênticos, para que, caso ele tivesse alguma missão fora da Terra, houvesse alguém para substituí-lo. Com o tempo, ele mandou que destruíssem todas as cópias, mas o que ele não sabia é que havia um ainda guardado.
Enquanto Arsenal e Robin tentavam consertar a androide para desligar o Superman androide, a luta dos outros heróis estava cada vez mais difícil. Donna Troy acabou voando para cima do robô descontrolado e, num momento de bravura, acabou morta pela visão de calor do androide. Assim que o androide se levanta, é desativado pela outra androide. No final, os dois tombam.
A morte de Lilith e Donna, as duas primeiras mulheres a integrar a equipe desde seu início, deixa os integrantes das duas equipes transtornados e confusos sobre continuarem como um grupo. Assim, Asa Noturna decreta o fim dos Titãs, e os membros da Justiça Jovem acabam com a equipe.

## Novos Titãs III (2003)
Enquanto isso, os membros da Justiça Jovem, especialmente a Moça-Maravilha, sentem-se responsáveis pelas mortes trágicas. Isso leva a Moça-Maravilha, Robin, Impulso e Superboy a formarem um novo grupo de Novos Titãs sob a orientação dos inexperientes Fogo da Noite, Homem Dragão e Kid Demônio
Localizado na Baía do São Francisco ao lado da ponte Golden Gate, a mais nova Torre Titã é um moderníssimo centro de treinamento, assim como também um abrigo seguro para seus jovens hóspedes. Agora, os Novos Titãs são heróis de fim-de-semana. Ele apenas se reúnem para combater o crime quando não estão ocupados na escola ou fazendo seus trabalhos de casa.
Esta formação sofreu algumas metamorfoses desde que iniciou. Koriander foi a primeira a abandonar a equipe, integrando os Renegados. Já com os acontecimentos de Crise Infinita, Cyborg ficou em estado de coma, Ricardita abandonou a equipe, Conner Kent faleceu e Bart Allen envelheceu alguns anos, abandonou a equipe e se tornou o novo Flash.
Após Crise Infinita, todos os títulos da DC comics avançaram um ano na cronologia. E o que aconteceu neste um ano que passou, foi revelado na série 52. Com os Titãs, sabe-se que Robin, ficou um ano afastado, Cyborg passou um ano em coma, Ravena e Garfield abandonaram a equipe, Ravena está desaparecida e Garfield se juntou a Patrulha do Destino, junto de dois ex-Titãs, Abelha (Karen Beechen) e Vox (Mal Duncan). Nesse ano perdido, é sabido que vários jovens heróis, novos e antigos, ingressaram os Titãs, mas todas formações duraram pouco tempo.
Agora com dois novos membros, Fogo da Noite (Gustavo Martini) e Kid Demônio (Eddie Bloomberg), a equipe se depara com uma busca por um traidor dentre os vários heróis que passaram pelo grupo durante o ano pós-crise, como por exemplo Granada, Zatara, Estrela Vermelha e Miss Marte. Os Titãs descobrem que na realidade Granada havia traido o grupo, enquanto Miss Marte e Devastadora provam sua inocência.
Após esse evento, Jericó retorna a equipe que passou a ter uma nova formação: Robin (Tim Drake), Moça-Maravilha (Cassy Sandsmark), Cyborg, Kid Demônio, Devastadora, e os novos integrantes Miss Marte, Ravena e Jericó. Depois de enfrentar os Titãs da Costa Leste, abandonaram a equipe: Ravena, Cyborg e Jericó. Logo após a ressuscitação do Superboy e do Bart Allen como Kid Flash, Tim Drake se torna o Red Robin, e os Titãs acabam sendo só o Red Robin, Moça-Maravilha (Cassie Sandsmark), Kid Flash (Bart Allen), Superboy, Mutano, Ravena e Devastadora.

## Os Novos 52
Após o Ponto de Ignição, a DC começa a reiniciar num reboot, onde os Novos Titãs aparecem sendo formados só por Tim Drake que liderava a equipe como Red Robin, junto com o Superboy, Kid Flash (Bart Allen), Moça-Maravilha e novos integrantes: Solstício, Casamata e Skitter. Mais tarde, Superboy e Kid Flash deixam a equipe, restando só o Red Robin, Moça-Maravilha, Casamata e mais novos membros: O Mutano (que passou a ser vermelho ao invés de verde) e Ravena (que possui plumas no rosto). Outros Titãs originais já foram mencionados na revista Capuz Vermelho e os Foras da Lei, protagonizado por Jason Todd como Capuz Vermelho, Roy Harper como Arsenal e Estelar. Eles já mencionaram que o Dick Grayson já fundou os Titãs como Robin e depois Asa Noturna. Na saga "Caça aos Titãs", Os primeiros titãs tinha sido Dick Grayson (O primeiro Robin e agora Asa Noturna), Garth (Ex-Aqualad e agora Tempest), Donna Troy (Ex-Moça-Maravilha), Roy Harper (Ex-Ricardito e agora Arsenal), Lilith Clay, Gnnark, Mal Duncan (o Guardião), e os irmãos Rapina e Columba.

## DC Renascimento
Após a saga DC Renascimento, Wally West, o original retorna e ele percebe que muitas coisas foram alteradas, e muitos dos seus amigos acabaram se esquecendo, porém essa foi a chance do Wally se reencontrar com o Dick, Roy, Donna, Garth e Lilith que se tornaram os Titãs originais.
Enquanto o Dick lidera os Titãs originais, Damian Wayne, o atual Robin, tem a sua própria equipe junto com a Estelar, a Ravena, o Mutano e o Kid Flash (Wally II), onde eles eram os Novos Titãs.

## Outras mídias

### Televisão

#### Animação
- A primeira aparição da equipe de animação foi no segmento "Teen Titans" na série da Filmation The Superman/Aquaman Hour of Adventure (1967), o grupo era formado por Ricardito, Kid Flash, Moça Maravilha e Aqualad.

- Dick Grayson foi um personagem regular (ao lado de Batman), em cada encarnação da série de desenho animado Super Amigos (1973-1986), Cyborg também apareceu na série durante a temporada conhecida como o Super Powers Team: Galactic Guardians (1985-1986).

- Em 1983, a Hanna-Barbera criou uma versão animada de The New Teen Titans, que acabou por não ser aprovada pelo canal ABC.

- Moça Maravilha, Estelar, Ravena, Cyborg, Mutano, Kid Flash, e Protector (temporariamente substituindo Robin) apareceu em um comercial antidrogas da Keebler em 1984[11]

- Apesar de nunca aparecer uma equipa dos Titãs nas séries televisivas DC Animated Universe que começou em 1992, a equipe foi referenciado em dois episódios da série Super Choque. Em "Duro como pregos" (2003), Batman diz a Super Choque que Robin está "com os Titãs". "O verde" dos Titãs (presumivelmente Mutano) é mencionado no episódio "Romeu no Mix" (2003).

- A série animada Teen Titans começou a ser exibida no Cartoon Network de 19 de julho de 2003 a 16 de janeiro de 2006. Com um traço inspirado em animes, o programa apresentava uma formação parecida com os Teen Titans dos anos 80, a equipe era formada por Robin, Estelar, Mutano, Ravena, Cyborg em versões adolescente. Embora a série tenha adaptada algumas histórias da dupla Wolfman/Pérez como "O Contrato de Judas" e "O Terror de Trigon" e mostrava versões de muitos outros Titãs saídos dos quadrinhos como Aqualad, Ricardito, Exterminador (chamado de Slade devido a censura), Abelha, e Terra, ele seguiu a sua própria continuidade e introduziu novos personagens. Além dos episódios stand-alone, cada estação apresentou uma história principal de arco: 1ª temporada, pesquisa Robin para Slade; 2ª temporada, uma adaptação de "O Contrato de Judas", 3 ª temporada, o conflito Cyborg com o irmão de sangue; 4ª temporada, uma adaptação de "O Terror de Trigon", e 5 ª temporada, os Titãs "Conflito com a Irmandade do Mal". Depois da quinta e última temporada foi o filme de Teen Titans: Trouble in Tokyo, que estreou no Cartoon Network em 15 de setembro de 2006.

- A série animada Batman: The Brave and the Bold apresentou a primeira encarnação dos Titãs em 22 de janeiro de 2010 episódio "Sidekicks Assemble". (Embora o nome "Teen Titans" nunca é mencionado). No episódio, um flashback mostra Robin, Ricardito, Aqualad e as jovens crianças, com Ricardito, sugerindo que "unir forças" um dia, quando forem mais velhas. Vários anos depois, os heróis rompem com seus mentores, com Robin tornando-se Asa Noturna na cena final do episódio.

- Em novembro de 2010, foi lançada a série de televisão animada Young Justice, com uma equipe de super-heróis adolescentes que realizam operações secretas sob a autoridade da Liga da Justiça. Apesar do seu título, o show não é uma adaptação da série de quadrinhos Young Justice, mas sim uma adaptação de todo o Universo DC com foco em seus jovens super-heróis. A série de televisão baseia-se em um cruzamento entre as franquias Teen Titans e Young Justice, influências de Teen Titans dos anos 1960 e Young Justice de 1990, além dos recentes quadrinhos Teen Titans. O line-up da equipe reflete a variedade de fontes em que o programa se baseia: Dick Grayson como Robin, Wally West como Kid Flash, Conner Kent como Superboy, Miss Marte, Artemis e Kaldur'ahm como Aqualad. Mais tarde na primeira temporada, a equipe adiciona Zatanna, Foguete e Arqueiro Vermelho à sua lista. Na segunda temporada do show, Dick deixa de ser o Robin e passa a ser o Asa Noturna, Cassandra Sandsmark surge como Moça Maravilha, Tim Drake como o novo Robin, Garfield Logan como Mutano, Barbara Gordon como Batgirl, Abelha, Jaime Reyes como Besouro Azul, Mal Duncan e Super Choque juntam-se ao time. Na terceira temporada do show, Spoiler, Traci 13, Cissie King-Jones como Flechete e Arsenal se juntam à equipe.

- Durante a estréia de Green Lantern: The Animated Series no Cartoon Network, um novo bloco de animação com o Green Lantern e Young Justice mostra ao lado do DC Nation Shorts foi anunciado para 2012. Um desses curtas no DC Nation Shorts preview foi uma versão chibi dos Teen Titans usando o estilo de arte e atores de voz da série Teen Titans. Anteriormente conhecidos como New Teen Titans, os principais membros do elenco repreenderam seus papéis como titãs líderes.

- Após os curtas testados pelo bloco DC Nation, uma nova série completa intitulada Teen Titans Go! estreou em 2013 na Cartoon Network, com os atores de voz da série animada de Teen Titans original retomando seus papéis. Esta série leva um olhar humorístico sobre a vida cotidiana dos Titãs quando eles não estão lutando contra o crime.

### Filmes

#### Live action
- Em maio de 2007, revelou-se que a Warner Bros estava em desenvolvimento em um filme de Teen Titans, no qual Robin era o único membro confirmado. Akiva Goldsman e Mark Verheiden estavam escrevendo. O status atual do filme permanece desconhecido porque em 11 de setembro de 2014, foi anunciado que Akiva Goldsman agora está desenvolvendo uma série de TV Teen Titans chamada Titans.
- Um longa-metragem dos Titãs foi anunciado em desenvolvimento como parte da franquia de mídia DC Universe (DCU) no DC Studios em março de 2024, a ser escrito por Ana Nogueira.[12]

#### Animação
- Os grupo aparece em Teen Titans: Trouble in Tokyo (2006), consistindo de Robin, Estelar, Ciborgue, Ravena e Mutano.
- O grupo faz uma breve aparição no filme Justice League: The New Frontier.

- O grupo aparece em Justice League vs. Teen Titans, que é a primeira aparição da equipe na linha DC Animate Original Movies. O line-up para esta versão inclui Robin (Damian Wayne), Estelar, Ravena, Besouro Azul (Jaime Reyes) e Mutano. Cyborg não faz parte dos Novos Titãs nesta continuidade, mas ainda acontece com eles ocasionalmente e a abertura dos créditos sugere que Asa Noturna ocasionalmente faz parte do time.

- Durante a San Diego Comic-Con International, em 2006, foi anunciado um filme animado Teen Titans: The Judas Contract. Marv Wolfman e George Pérez, criadores da série de quadrinhos The New Teen Titans, foram designados para trabalhar no filme direto para DVD. O filme foi cancelado devido à falta de apoio de fãs. Foi anunciado no 2016 San Diego Comic-Con International que o filme seria lançado na Primavera de 2017.
- Os Jovens Titãs aparecem em Justice League Dark: Apokolips War. tendo como membros Dick Grayson, Estelar, Besouro Azul, Ravena, Mutano, Robin, Ricardito, Kid Flash, Abelha, Superboy, Moça Maravilha e Wallace West.

O grupo aparec no filme crossover Teen Titans Go! vs. Teen Titans (2019), em que as duas equipes - cada uma composta por Robin, Mutano, Ciborgue, Estelar e Ravena de seus respectivos universos - primeiro lutam e depois se unem.

## 
1. ↑  Gilberto M. M. Santos. «Turma Titã #1 (Ebal)». Universo HQ
2. ↑  Jovens Titãs #01
3. ↑  Os Jovens Titãs (Teen Titans – 1967) InfanTv
4. ↑  ‘Jovens Titãs em Ação’: Novos detalhes sobre o filme são revelados; Vem ver!
5. 1 2 3 4  Waid, Mark (1990). «Quem são os Titãs». Abril Jovem. Super Powers (19)
6. ↑  The Teen Titans #25
7. ↑  The Teen Titans #26
8. ↑  The Teen Titans #21
9. ↑  The Teen Titans #30
10. ↑  The Teen Titans #32
11. ↑  «Titans Tower Who's Who:The Protector». TitansTower.com. Consultado em 13 de julho de 2010. Arquivado do original em 27 de julho de 2010
12. ↑  Kit, Borys (15 de março de 2024). «'Teen Titans' Live-Action Movie a Go at DC Studios (Exclusive)». The Hollywood Reporter (em inglês). Consultado em 31 de março de 2024

Bibliografia
- Adriano Izhar, Antonio Santos, André Morelli, Claudio Murena, Joyce Almazan, Fransério Rodrigues (2008). Revista Mundo dos Super-Heróis #12. São Paulo: Editora Europa. pp. 22 a 37